# Agzú
Agzú (en rus: Агзу) és un poble del krai de Primórie, a l'Extrem Orient de Rússia, que el 2018 tenia 161 habitants.